# Henri Légaré
Henri Légaré OMI (* 20. Februar 1918 in Willow Bunch; † 19. Juli 2004) war Erzbischof von Grouard-McLennan.

## Leben
Henri Légaré trat der Ordensgemeinschaft der Oblaten (OMI) bei und empfing am 29. Juni 1943 die Priesterweihe. 
Paul VI. ernannte ihn am 13. Juli 1967 zum Bischof von Labrador-Schefferville. Der Erzbischof von Québec Maurice Kardinal Roy weihte ihn am 9. September desselben Jahres zum Bischof; Mitkonsekratoren waren Paul Dumouchel OMI, Erzbischof von Keewatin-Le Pas, und Patrick James Skinner CIM, Erzbischof von Saint John’s, Neufundland.
Der Papst ernannte ihn am 21. November 1972 zum Erzbischof von Grouard-McLennan. Von seinem Amt trat er am 16. Juli 1996 zurück.